# ديفيد أوسبورن هاميلتون
ديفيد أوسبورن هاميلتون (بالإنجليزية: David Osborne Hamilton)‏ هو شاعر أمريكي، ولد في 19 يونيو 1893، وتوفي في 30 يناير 1953.